# 장성 백양사 극락전 아미타회상도
장성 백양사 극락전 아미타회상도(長城 白羊寺 極樂殿 阿彌陀會相圖)는 전라남도 장성군 북하면 약수리, 백양사 성보박물관에 있는 아미타회상도이다. 2008년 4월 11일 전라남도의 유형문화재 제291호로 지정되었다.

## 개요
백양사 극락전에 봉안되었던 조선시대 후기, 1775년에 제작된 아미타 회상도로 후불탱화로는 보기 드물게 큰 작품이다. 화면에는 아미타여래와 팔대보살, 여섯 나한 과 사천왕, 그리고 건달바와 긴나라가 묘사되어 있다. 화면은 상하 2단으로 크게 구분이 되는데, 상단의 아미타여래는 하단중앙에서 시작되는 높은 불탁위에 연꽃을 깔고 가부좌한 모습이다. 부처의 주위에는 네 보살과 나한 긴나라와 건달바가 앞의 인물상들에게 가려져 머리만 묘사되어 있다. 하단에는 사천왕과 4 보살이 부처의 약간측면 앞에서부터 크게 자리 잡고 서있다.
이 불화는 부처를 중심으로 정확하게 좌우대칭구도를 이루고 있지만 각 인물들이 바라보는 곳이 모두 다르고 서로 대화를 하는 듯이 자유롭게 그려져 있어서 화면에 활기가 넘치는 좋은 작품이다. 이 작품은 18세기 후반의 불화에 나타나는 색감과 구도를 지니고 있는데, 후대에 덧칠을 한 부분이 여러 곳 있어 작품의 질을 떨어뜨리고 있다. 작품의 제작은 색민(嗇旻), 우은(祐隱) 등 여섯 사람의 화승이 제작하였는데, 수화승 색민(嗇旻)은 18세기 후반에 전라. 경상지역에서 활동한 대표적인 화가 중의 한사람이다.
백양사 극락전의 아미타회상도는 1775년에 제작된 대형 후불탱화이다. 전체적으로 화면의 구성이나 색감이 18세기 후반의 양식을 잘 보여주는 수작이다. 또 이 불화를 그린 수화승 색민은 1757년 화엄사 대웅전의 삼신불화중 석가여래도를 그린 작가로, 이 삼신불화는 보물 제1363호로 지정되어 있어 뛰어난 작가이다.

## 같이 보기
- 구례 화엄사 대웅전 삼신불탱 - 보물 제1363호

## 참고 문헌
- 장성백양사극락전아미타회상도 - 국가유산청 국가유산포털